# WWF World Martial Arts Heavyweight Championship
La WWF New Japan Martial Arts Championship était un championnat mondial de catch, qui était commun entre les fédérations World Wrestling Federation et New Japan Pro Wrestling. Il était effectif de 1978 à 1985, jusqu'à ce que les deux fédérations rompent leurs liens.